# Zygmunt Hellwig
Zygmunt Hellwig (Helwig) (ur. 25 marca 1899 w Kamieniu k. Częstochowy, zm. 24 września 1958 w Bydgoszczy) – polski ogrodnik architekt.

## Życiorys
Realizował tereny zieleni w wielu miejscach w Polsce, m.in. park Zdrowia w Ciechocinku, park im. gen. Józefa Sowińskiego w Warszawie, park gen. Gustawa Orlicz-Dreszera w Warszawie, Ogród Botaniczny w Łodzi i inne. Autor prac teoretycznych, także podręcznika Byliny w parku i w ogrodzie.
Projektant cmentarza wojennego żołnierzy Wojska Polskiego poległych we wrześniu 1939 roku w Ożarowie Mazowieckim.